# E. & J. Gallo Winery
E. & J. Gallo Winery, Inc. in Modesto im US-Bundesstaat Kalifornien ist ein kalifornischer Weinproduzent, der 1933 gegründet wurde. Heute besitzt das Familienunternehmen 15 Weingüter – jedes von je einem Familienmitglied geleitet – in Weinregionen der Bundesstaaten Kalifornien und Washington sowie über 23.000 Acres (9308 Hektar) Rebflächen im gesamten Bundesstaat Kalifornien.
Nach Angaben eines Marktforschungsinstituts werden jährlich 7,2 Millionen Hektoliter abgesetzt. Dies entspricht 960 Millionen Flaschen. Jede vierte Flasche Wein, die in den USA verkauft wird, stammt von Gallo. Gallo erreicht 6/7 der Produktionsmenge  des Weinbaulandes Deutschland: dort werden pro Jahr 8,4 Millionen Hektoliter erzeugt. Weinflaschen von Gallo werden in über 110 Länder verkauft. Mehr als 6500 Beschäftigte (Stand 2019) sind bei dem Weinproduzenten angestellt. Gallo steht in erster Linie für preisgünstige Massenweine für den Supermarkt und Discounter.

## Geschichte
Ernest Gallo und Julio Gallo hatten die Winery 1933 kurz nach dem Ende der Prohibition in den Vereinigten Staaten gegründet. Im Laufe der Jahre kauften die beiden Brüder zahlreiche Weingüter auf, namentlich im kalifornischen Sonoma County. Julio, der 1993 starb, war für die Herstellung des Weins verantwortlich, und Ernest, der 2007 starb, für den Verkauf. Ein schon früh erfolgreiches Produkt war der Thunderbird, ein Mischgetränk aus süßem Weißwein, Alkohol und Zitronensaft mit 21 % Alkoholgehalt. Der Preis war niedrig und 1957 wurden davon 32 Millionen Gallonen (121 Millionen Liter) abgesetzt.  Andere Gallo-Weine sind Turning Leaf, Twin Valley, Single Vineyard, Red Bicyclette und Ecco Domani. Es sind sauber gemachte, reinsortige, aber einfache Beispiele ohne eigentlichen Charakter. Die Massenherstellung bei Gallo Winery hat den amerikanischen Wein weltweit zugänglich und bekannt gemacht. Gallo Winery produziert auch prestigeträchtigere Linien, die Konsumenten mit höheren Genussansprüchen zufriedenstellen. Das Unternehmen ist der größte Exporteur von kalifornischem Wein und importiert Weine aus Argentinien, Frankreich, Italien, Neuseeland und Spanien.